# Raúl Castro Ruz
Raúl Modesto Castro Ruz (n. 3 iunie 1931, Birán⁠(d), Holguín Province⁠(d), Cuba) este fostul președinte al Cubei (oficial: președinte al Consiliului de Stat al Cubei). Fratele mai mic al lui Fidel Castro, el îndeplinește și funcția de prim-secretar/secretar secund al Biroului Politic al Comitetului central al Partidul comunist cubanez (PCC), și Comandant General (General maxim) al forțelor armate ale Cubei.
Pe 31 iulie 2006, Raúl Castro și-a asumat și rolul de președinte al Consiliului de Stat în timpul unei perioade temporare de transfer a puterii, cauzată de starea de sănătate precară a lui Fidel Castro. În conformitate cu articolul 94 al constituției cubaneze, primul vicepreședinte al Consiliului de Stat primește îndatoririle prezidențiale în cazul îmbolnăvirii sau decesului președintelui țării.
Raúl Castro a fost ales președinte la 24 februarie 2008 la conferința națională a poporului, pentru că Fidel Castro a anunțat hotărârea de a nu mai fi președinte vreodată, la 18 februarie 2008.